# 気山駅
気山駅（きやまえき）は、福井県三方上中郡若狭町気山にある、西日本旅客鉄道（JR西日本）小浜線の駅である。

## 歴史
- 1961年（昭和36年）8月1日：日本国有鉄道（国鉄）小浜線の美浜駅 - 三方駅間に新設開業[1]。旅客営業のみ[1]。
- 1987年（昭和62年）4月1日：国鉄分割民営化により、西日本旅客鉄道の駅となる[1]。

## 駅構造
敦賀方面に向かって右側に単式ホーム1面1線を有する地上駅（停留所）。駅舎はなく、ホームに待合所が設置されている。金沢支社管理の無人駅となっており、自動券売機等の設置はない。トイレは2001 - 02年頃に改築され、2008年頃にスロープも設置された。

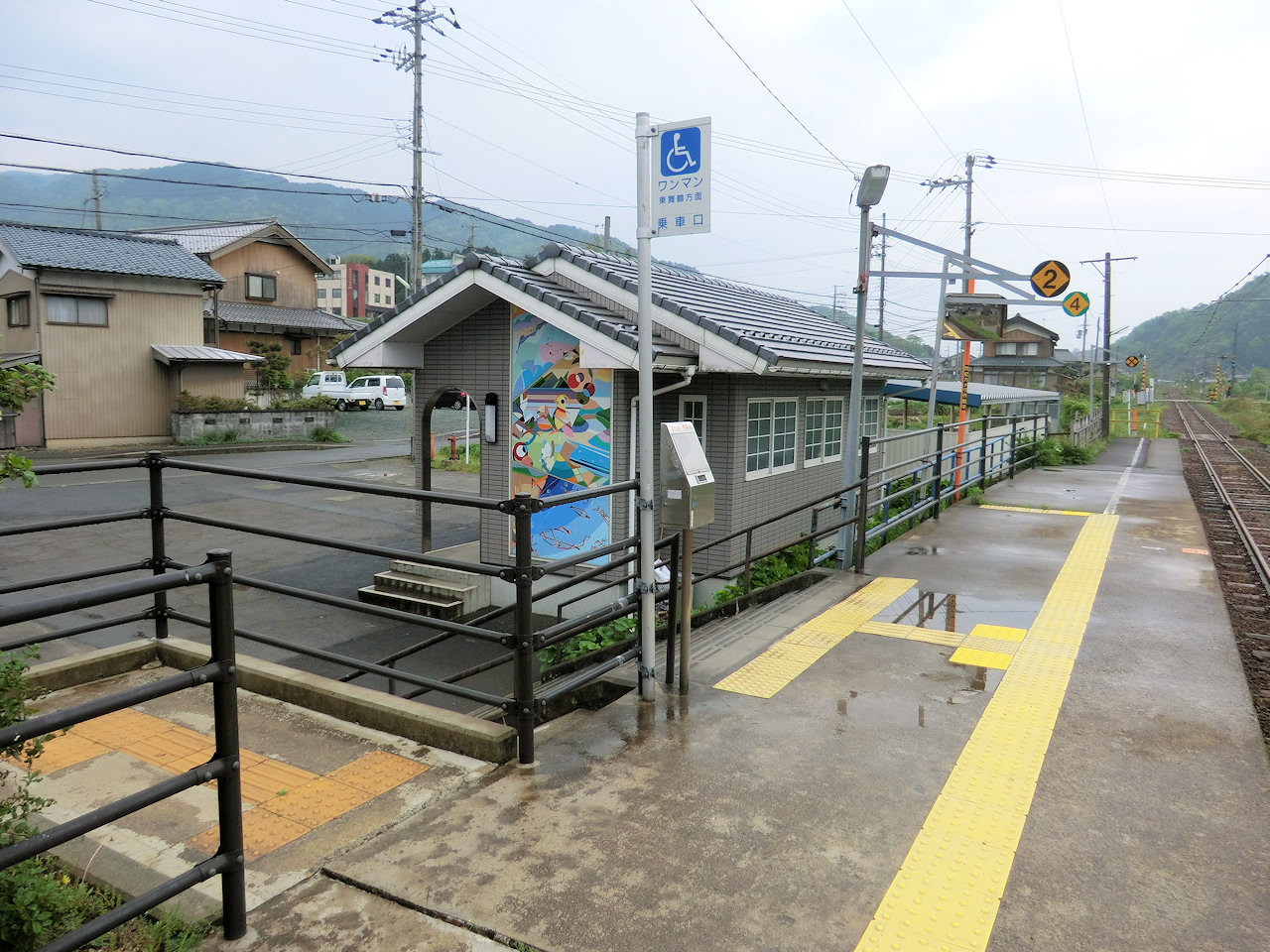
駅入口（2012年5月）

## 利用状況
近くに高校があり、登下校の時間帯は混雑する。
JR西日本の移動等円滑化取組報告書によると、2023年（令和5年）度の1日平均乗降人員は680人である。
「福井県統計年鑑」によれば、近年の1日平均乗車人員は以下の通り。
| 年度   | 1日平均 乗車人員 |
| ------ | ---------------- |
| 1997年 | 432              |
| 1998年 | 399              |
| 1999年 | 378              |
| 2000年 | 355              |
| 2001年 | 335              |
| 2002年 | 329              |
| 2003年 | 325              |
| 2004年 | 299              |
| 2005年 | 276              |
| 2006年 | 285              |
| 2007年 | 289              |
| 2008年 | 301              |
| 2009年 | 299              |
| 2010年 | 279              |
| 2011年 | 265              |
| 2012年 | 278              |
| 2013年 | 302              |
| 2014年 | 307              |
| 2015年 | 298              |
| 2016年 | 304              |
| 2017年 | 296              |
| 2018年 | 301              |
| 2019年 | 309              |
| 2020年 | 290              |
| 2021年 | 290              |

## 駅周辺

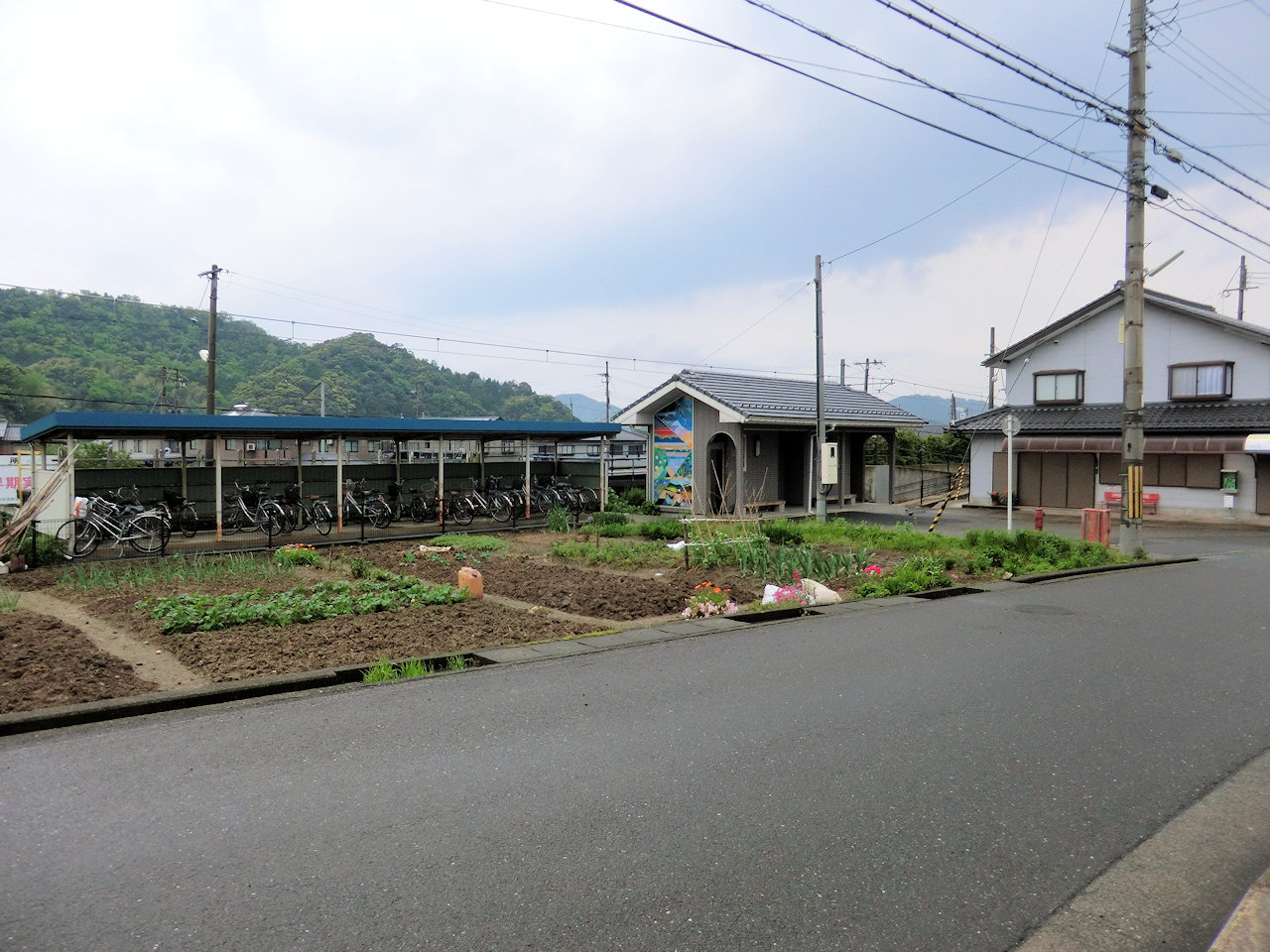
駅前（2012年5月）

田園地帯となっている。駅西側には小規模な住宅街があり、そこから西へ進むと宇波西神社に至る。駅東側には高校・特別支援学校・公立病院がある。
- 福井県立美方高等学校
- 気山保育所
- 福井県立嶺南東特別支援学校
- レイクヒルズ美方病院
- 宇波西神社
- 實泉院
- 三方五湖
- 国道27号
- 福井県道244号三方五湖公園線
- 若狭梅街道
- 舞鶴若狭自動車道若狭三方IC
- 若狭町営バス「レイクタウン上瀬口」停留所、「美方高校前」停留所
- 美浜町コミュニティバス・チョイソコみはま[注釈 1]「美方高校」停留所[4]

## 隣の駅
西日本旅客鉄道（JR西日本）
■小浜線
美浜駅 - 気山駅 - 三方駅